# Lev Kulechov
Lev Vladimirovitch Kulechov (em russo: Лев Владимирович Кулешов; 14 de Janeiro 1899 em Tambov - 29 de Março 1970 em Moscou) foi um cineasta russo e um grande estudioso de teorias cinematográficas que ajudou a fundar e ensinou na primeira escola de cinema do mundo, a Escola de Cinema de Moscou.
Suas teorias, que diziam basicamente que a essência do cinema era a montagem de duas imagens em justaposição, foram desenvolvidas antes mesmo das realizações do não menos conhecido Serguei Eisenstein. Assim, sem essa justaposição, o homem tal como fotografado e exposto num filme, é simplesmente material bruto, sendo a composição futura de sua imagem (em termos de sentido) atingida através de uma edição tendenciosamente manipulada, concebida para atingir ideais e conceitos planejados.

## Biografia
Lev Kulechov estudou arte na Escola de Pintura, Arquitetura e Escultura de Moscou quando tinha 15 anos. Em pouco tempo, ele foi empregado como desenhista de cenários num estúdio da capital russa e chegou, até, a atuar em algumas produções.
Quando a Revolução Russa estourou em 1917, Kulechov se junto ao Exército Bolchevique e foi cobrir o final da 1ª Guerra com uma pequena equipe de documentário.
Na volta, com o poder consolidado, Kulechov foi ensinar na Escola de Cinema de Moscou. Foi a partir desse momento que o cineasta surgiu com as novas técnicas de edição - já que as ideias do americano D. W. Griffith, um de seus ídolos, não seriam bem recebidas no novo regime.
Kulechov ficaria um tempo ressentido com o governo stalinista, que, no seu auge político, alegou falta de fervor ao regime por parte de Kulechov em seus trabalhos, e que só voltaria a chamá-lo no final da 2ª Guerra.
Entre seus discípulos estiveram dois famosos diretores russos que aplicaram, desenvolveram e expandiram suas ideias: Serguei Eisenstein e Vsevolod Pudovkin.

## Efeito e Experimento Kulechov
Efeito Kulechov consistiu em demonstrar o poder da montagem cinematográfica, na medida em que esta era plenamente capaz de conseguir dar significados a uma tomada pela justaposição com uma outra, quando, a primeira, pura e simplesmente, não significaria nada.
Para isto, o teórico elaborou o Experimento (ou Experiência) Kulechov, filmando uma tomada do ator e ídolo da matinê tsarista, Ivan Mozjukhin, e, repetidas vezes, intercalando-a com imagens diferentes. Entre elas uma moça, um prato de sopa e o caixão de uma mulher... O resultado foi exatamente o esperado. Um depoimento de Pudovkin dá a ideia de como a experiência deu certo. Ele descreveu a reação do público "impressionado pela atuação... A fome aparente ao ver o prato de sopa; sua seriedade e tristeza em relação à mulher morta; e sua reflexão ao ver a moça". Mas na verdade, o ator aparecia sempre na mesma tomada, feita com total neutralidade e falta de expressão.
O experimento foi estudado por psicologistas e é amplamente conhecido pelos atuais cineastas.

## Nomeações
- Artista do Povo da URSS, 1969
- Ordem de Lenin
- Ordem do Estandarte Vermelho do Trabalho

## Filmografia
Seus principais filmes foram O Projeto do Engenheiro Pright (1918), As aventuras extraordinárias de Mr. West no país dos bolcheviques (1924) e Dura Lex (1933).